# SN 2002M
SN 2002M – supernowa odkryta 9 stycznia 2002 roku w galaktyce A022713+0044. W momencie odkrycia miała maksymalną jasność 23,40m.